# Greatest Hits (Atomic Kitten)
Greatest Hits è un album discografico di raccolta del girl group britannico Atomic Kitten, pubblicato nel 2004.

## Tracce
1. Whole Again (2001 version) - 3:07
2. Ladies Night - 3:08
3. The Tide Is High (Get the Feeling) (radio mix) - 3:27
4. It's OK! - 3:15
5. Be with You (radio version) - 3:15
6. If You Come to Me - 3:46
7. Eternal Flame (single version) - 3:13
8. Love Doesn't Have to Hurt (radio version) - 3:28
9. The Last Goodbye (single version) - 3:07
10. Right Now 2004 - 3:48
11. See Ya (radio mix) - 2:52
12. I Want Your Love (2XS radio mix) - 3:15
13. You Are (radio edit) - 3:31
14. Cradle (2001 version) - 3:45
15. Someone Like Me (single version) - 2:02